# 紙垂

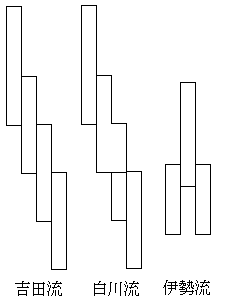
紙垂

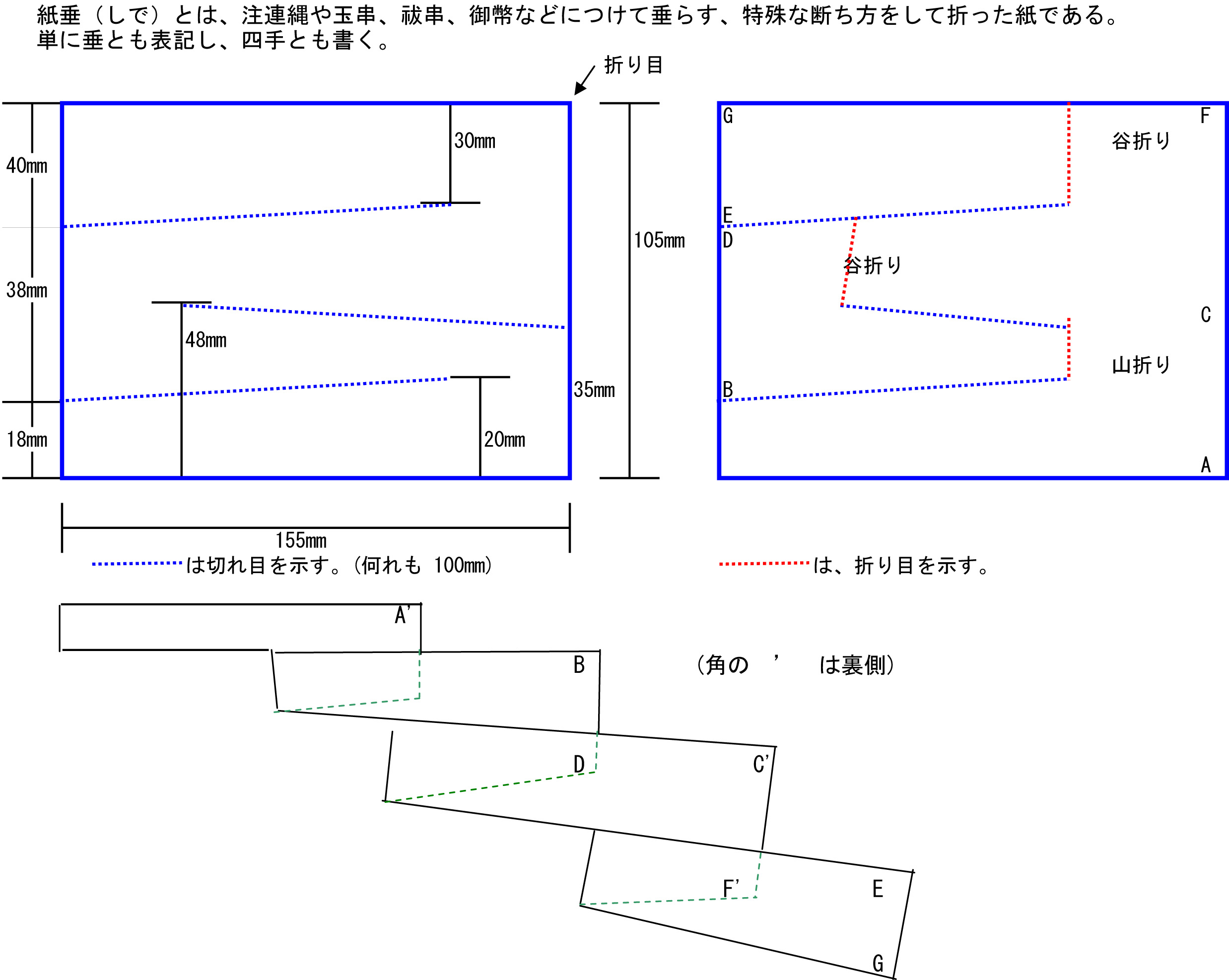
吉田流紙垂、製作方法の一例

紙垂（しで）とは、注連縄や玉串、祓串、御幣などにつけて垂らす、特殊な断ち方をして折った紙である。単に垂とも表記し、四手とも書く。
文献での紙垂の例として、古事記の天の岩戸伝承のなかで書かれている、岩戸の前で賢木の枝に下げた「白丹寸手（しらにきて）」「青丹寸手（あをにきて）」がその初出と言われている。
「しで」という言葉は動詞「垂づ（しづ）」の連用形で、「しだれる」と同根である。古くは木綿（ゆう）を用いていたが、現在では紙（通常は奉書紙・美濃紙・半紙）を用いるのが一般的である。
断ち方・折り方にはいくつかの流派・形式があり、主なものに吉田流・白川流・伊勢流がある。ほかにも二垂・八垂にするものなどがある。また、注連縄作りの伝承の中で、旧字「絲」の象形に見えるように「いと、いと、いと」と発声しながら折るという口伝もある。
落雷があると稲が育ち豊作なので、紙垂は、雷光・稲妻をイメージし、邪悪なものを追い払うとされる。
玉串・祓串・御幣につけた場合は祓具としての意味だが、注連縄に垂らして神域・祭場に用いた場合は聖域を表す印となる。また、相撲の横綱は、横綱土俵入りの際に紙垂を垂らした綱をつける。